# 新しいYES
「新しいYES」（あたらしいイエス）は、Salyuの13枚目のシングル。2010年3月10日にトイズファクトリーから発売された。

## 概要
- MV制作に小林武史と森千裕で共作している。

## 収録曲
1. 新しいYES（5:06）
（作詞、作曲:小林武史）
  - TOYOTA ハイブリッド・セダン“SAI”CMソング
2. MEDLEY FROM MAIDEN VOYAGE (Bonus Track)（4:52）

## 収録アルバム
- 『MAIDEN VOYAGE』 (#1)

## カバー
新しいYES
- 桜井和寿（2024年12月18日、トリビュート・アルバム『Salyu 20th Anniversary Tribute Album "grafting"』に収録）